# Distretto di Guangming
Il distretto di Guangming (光明区S, Guāngmíng QūP) è un distretto della Cina, situato nella provincia del Guangdong e amministrato dalla città di Shenzhen.